# George Hamilton-Gordon
George Hamilton-Gordon (ur. 28 stycznia 1784 w Edynburgu, zm. 14 grudnia 1860 w Londynie) – brytyjski polityk związany z umiarkowanym odłamem konserwatystów, minister spraw zagranicznych w latach 1828–1830 i 1841–1846 oraz minister wojny i kolonii w latach 1834–1835), premier Wielkiej Brytanii w latach 1852–1855).
Był przeciwnikiem polityki konfliktu z Rosją, jednak nie zdołał się przeciwstawić wybuchowi wojny na Krymie. Koalicja wigów i zwolenników Peela upadła z powodu nieudolności w prowadzeniu wojny krymskiej (1854–1856), zaś Aberdeen musiał podać się do dymisji.

## Życiorys
Był najstarszym synem George’a Gordona, lorda Haddo (najstarszego syna 3. hrabiego Aberdeen), i Charlotte Baird, córki Williama Bairda. Lord Haddo zmarł w 1791 r., a lady Haddo w 1795 r. George został po śmierci ojca dziedzicem tytułu hrabiego Aberdeen z tytułem "lorda Haddo". Wychowywał go Henry Dundas, 1. wicehrabia Melville. Wykształcenie odebrał w Harrow School oraz w St John’s College na Uniwersytecie Cambridge. W 1804 r. uzyskał tytuł magistra sztuk.
Po śmierci dziadka w 1801 r. odziedziczył tytuł 4. hrabiego Aberdeen. Następnie wyjechał w podróż po Europie. Po powrocie do Wielkiej Brytanii ufundował Athenian Society. W grudniu 1805 r. został parem-reprezentantem Szkocji w brytyjskiej Izbie Lordów. W 1808 r. został kawalerem Orderu Ostu.
W 1812 r. Aberdeen rozpoczął pracę w Służbie Dyplomatycznej. W latach 1813–1814 był ambasadorem nadzwyczajnym i ministrem pełnomocnym w Austrii. W październiku 1813 r. podpisał brytyjsko-austriacki traktat w Töplitz. W lutym 1814 r. był brytyjskim delegatem na Kongresie w Chatillon oraz na negocjacjach, którego doprowadziły w maju 1814 r. do podpisania Traktatu Paryskiego.
Po powrocie do Wielkiej Brytanii został kreowany parem Zjednoczonego Królestwa jako wicehrabia Gordon. Został również członkiem Tajnej Rady. Jednak przez następne lata Aberdeen nie brał aktywnego udziału w życiu politycznym Wielkiej Brytanii.
Dopiero w 1828 r. został Kanclerzem Księstwa Lancaster w gabinecie Wellingtona. W latach 1828–1830 był ministrem spraw zagranicznych. W latach 1834–1835 był ministrem wojny i kolonii, a w latach 1841–1846 ponownie kierował Foreign Office. W tym drugim okresie rozwiązał spory graniczne ze Stanami Zjednoczonymi, podpisując traktat Webstera-Ashburtona (1842) i traktat oregoński (1846). Z sukcesem dążył do poprawy stosunków z Francją.
Po rozłamie w Partii Konserwatywnej na tle zniesienia ustaw zbożowych Aberdeen odszedł z partii wraz z premierem Peelem i stał się członkiem stronnictwa "Peelites". Po śmierci Peela w 1850 r. stanął na czele tego stronnictwa.
W grudniu 1852 r. Aberdeen stanął na czele rządu koalicyjnego składającego się z Peelites i wigów. Za jego urzędowania doszło do zaangażowania Wielkiej Brytanii w wojnę krymską. Aberdeen zrezygnował ze stanowiska w styczniu 1855 r. na skutek niepowodzeń wojennych. W lutym 1855 r. otrzymał Order Podwiązki.
Zmarł w 1860 r. i został pochowany w Stanmore.

## Życie prywatne
28 lipca 1805 w Bentley Prior w Londynie poślubił słynną z urody lady Catherine Elizabeth Hamilton (1784–1812), córkę Johna Hamiltona, 1. markiza Abercorn, i Catherine Copley, córki sir Josepha Copleya, 1. baroneta. Małżeństwo to było szczęśliwe, a George darzył żonę głębokim uczuciem. Nigdy nie doszedł do siebie po jej śmierci. George i Catherine mieli razem syna i trzy córki. Wszystkie dzieci zmarły w dzieciństwie.
8 lipca 1815 r. poślubił szwagierkę swojej pierwszej żony, Harriet Hamilton z domu Douglas (1792–1833), wdowę po lordzie Hamiltonie, córkę Johna Douglasa i lady Frances Lascelles, córki 1. hrabiego Harewood. Małżeństwo to nie było szczęśliwe. Aberdeen wyraził się pewnego razu o żonie, że jest ona "z całą pewnością jedną z najgłupszych osób, jakie kiedykolwiek spotkałem" (certainly one of the most stupid persons I ever met with). George i Harriet mieli razem czterech synów i córkę:
- George John James Hamilton-Gordon (1816–1864), 5. hrabia Aberdeen
- Alexander Hamilton-Gordon (1817–1890), generał
- Frances Hamilton-Gordon (ok. 1818–1834)
- Douglas Hamilton-Gordon (1824–1901), kapelan królowej Wiktorii, ożenił się z lady Ellen Douglas, miał dzieci
- Arthur Hamilton-Gordon (1829–1912), 1. baron Stanmore

## Gabinet lorda Aberdeena, grudzień 1852 – styczeń 1855
- premier, pierwszy lord skarbu: George Hamilton-Gordon, 4. hrabia Aberdeen
- Lord kanclerz: Robert Rolfe, 1. baron Cranworth
- Lord przewodniczący Rady: Granville Leveson-Gower, 2. hrabia Granville
- Lord tajnej pieczęci: George Campbell
- minister spraw wewnętrznych: Henry Temple, 3. wicehrabia Palmerston
- minister spraw zagranicznych: lord John Russell
- minister wojny i kolonii: Henry Pelham-Clinton, 5. książę Newcastle
- Kanclerz skarbu: William Ewart Gladstone
- pierwszy lord Admiralicji: James Graham
- przewodniczący Rady Kontroli: Charles Wood
- pierwszy komisarz ds. prac publicznych: William Molesworth
- sekretarz ds. wojny: Sidney Herbert
- minister bez teki: Henry Petty-Fitzmaurice, 3. markiz Lansdowne

Zmiany
- luty 1853 – lord John Russell zostaje ministrem bez teki, jego następcą na stanowisku ministra spraw zagranicznych zostaje lord Clarendon
- czerwiec 1854 – lord John Russell zastępuje lorda Granville’a na stanowisku Lorda Przewodniczącego Rady, Granville zostaje Kanclerzem Księstwa Lancaster, Ministerstwo Wojny i Kolonii zostaje podzielone – książę Newcastle pozostaje ministrem wojny, stanowisko ministra kolonii obejmuje George Grey